# Picards (religion)
Pour l’article homonyme, voir Picards.
Durant le XVIe siècle, dans les Pays-Bas flamands et en Bohême, les Picards étaient une secte de Néo-Adamites, faction radicale des Hussites.
Les Frères moraves (Moravští bratři) et les Frères tchèques (Bohemian Brethren) étaient également désignés comme Picards.
L'Église catholique les considérait comme des hérétiques.
Les membres de cette secte possédaient une île sur la rivière Nežárka en République tchèque, où ils vivaient en communauté. En 1421, Jan Žižka fait tuer tous les Picards de l'île. Malgré cela, la secte continue de subsister, elle a eu jusqu'à 80 000 membres. Ainsi en 1500, l'inquisiteur Heinrich Kramer initie des procès contre des vaudois et des picards.